# Jawaharlal Nehrustadion (Delhi)
Het Jawaharlal Nehru Stadium is een stadion gelegen in het Indiase Delhi.

## Beschrijving
Het Jawaharlal Nehru Stadium, dat vernoemd is naar Jawaharlal Nehru, heeft een capaciteit van 60.000 personen.

## Bespelers
Het stadion is een nationaal voetbalstadion en wordt ook bespeeld door Delhi Dynamos FC.

## Trivia
- Het stadion werd al gebruikt voor concerten van Bruce Springsteen, Ravi Shankar, Tracy Chapman en Youssou N'Dour.
- In het stadion zijn cricketwedstrijden en atletiekwedstrijden gehouden.